# Абрагам Кооп
Абрагам Кооп (1863—1938) — відомий меноніт, промисловець, який у 1863 році створив свій кабельний завод, що знаходиться на Верхній Хортиці. Це найстаріший діючий завод в місті Олександрівську (сучасне Запоріжжя). Займався виробництвом землеробних механізмів, мельничних машин та нафтових двигунів.

## Вшанування пам'яті
У місті Запоріжжя вулицю Істоміна перейменували на вулицю Абрагама Коопа.